# Zurvan
Zurván je zarathuštrické božstvo času. Jméno vychází z avestánského zruuan, které je překládáno jako čas, není však jasné, zda označuje „úsek času“, nebo abstraktní „čas“ sám o sobě. Prvnímu výkladu napovídají avestské pasáže, které hovoří o konečném zruuan přiděleném smrtelníkům a nekonečném zruuan, které je vlastní bohům. V novějších pasážích už má více abstraktní charakter a je doprovázen jazaty spojenými se základní strukturou vesmíru: Thvášem „obloha, firmament“ a Vājuem, který je spojován s prázdnotou mezi říšemi světla a tmy.
Až ze 4. století a ze zdrojů mimo zarathuštrické a íránské prostředí je známo pojetí o Zurvánovi jako božstvu existujícím před stvořením, které je zároveň otcem Ormazdy a Ahrimana, a je ústřední postavou zurvanismu. Zurván se také objevuje v manicheiských textech.